# Tomaso Smith
Tomaso Smith (Bagni di Lucca, 15 giugno 1886 – Roma, 27 maggio 1966) è stato un giornalista, scrittore, politico, commediografo, sceneggiatore e traduttore italiano.

## Biografia
Giovanissimo, fu redattore e poi caporedattore de Il Messaggero fino al 1921. Negli anni '20 collaborò al giornale satirico Becco giallo; scrisse commedie, rappresentate con successo, per vari esponenti del teatro leggero, tra i quali Nicola Maldacea e Michele Galdieri. Diresse poi la rivista satirica Marc'Aurelio quando Federico Fellini vi muoveva i suoi primi passi come vignettista, incoraggiandolo a collaborare anche con brevi storie umoristiche. Di convinzioni socialiste - di quello che si definiva "socialismo umanitario" - impossibilitato dall'avvento del fascismo ad esercitare la sua professione di giornalista, si dedicò a scrivere romanzi d'appendice a puntate, poesie satiriche e parodistiche, testi pubblicitari e di canzoni, ma principalmente alla stesura di testi teatrali e, soprattutto, di sceneggiature per il cinema (produzioni Scalera).
In particolare produsse soggetti, sceneggiature e dialoghi per molti dei film storici del cognato Guido Brignone, anche utilizzando pseudonimi (come, ad esempio, Tomaso Fabbri o Tommaso Fabbri).
Dopo la caduta del fascismo (25 luglio 1943), fu chiamato alla direzione de Il Messaggero. Nel suo saluto ai lettori scrisse:
(Articolo di fondo, Il Messaggero, 3 agosto 1943.)
In seguito alla successiva occupazione nazista della capitale (8 settembre del 1943) fu ricercato e poi messo in carcere. Evase in modo avventuroso nel 1944 e si rifugiò in Laterano. Il 5 giugno 1944, subito dopo la liberazione di Roma, venne nuovamente chiamato a dirigere Il Messaggero. In quello stesso anno, Carlo Campogalliani realizzò il film "Silenzio, si gira!", con sceneggiatura di Cesare Zavattini su soggetto di Tomaso Smith e Guido Brignone.
Dal dopoguerra alla metà degli anni cinquanta fu attivo nell'agone politico, candidandosi ed essendo eletto, da indipendente, nelle liste del Partito Comunista Italiano come consigliere comunale a Roma. 
Alla ripresa della vita democratica, intanto, aveva potuto dedicarsi di nuovo al giornalismo, prima tornando, come già detto, a Il Messaggero come direttore, poi passando a dirigere Il Momento e Momento-sera, da lui fondati, infine dando vita sia a Il Paese (1948) che alla sua edizione serale Paese Sera (1949), testata, questa, che può forse essere considerata l'unico esperimento riuscito di quotidiano popolare a larga diffusione in un paese di cultura non anglosassone. 
Fu eletto nel 1948 come deputato alla Camera nel Blocco del Popolo, dove si iscrisse al gruppo del Partito Socialista Italiano e poi nel 1953 in Senato, come indipendente di sinistra nella lista del PCI.
Contemporaneamente la sua direzione dei due quotidiani si concluse però nel 1956 con le dimissioni cui fu costretto, a seguito delle aspre divergenze insorte con la direzione del PCI e dovute alle posizioni di condanna da lui assunte circa l'invasione sovietica dell'Ungheria. 
Restò comunque fino alla fine della legislatura nel 1958 nel gruppo degli Indipendenti di sinistra a Palazzo Madama.
Nel 1958 Adriano Olivetti, suo amico da sempre, gli propone di dar vita al quotidiano La Giustizia e di candidarsi nelle liste del suo movimento "Comunità". I voti ottenuti da quella forza politica, però, sono sufficienti per far entrare in Parlamento il solo Olivetti, che nel 1960, peraltro, muore prematuramente.
Nel 1964 viene avvicinato dal repubblicano Randolfo Pacciardi, antifascista esule in Francia e negli U.S. durante il ventennio, che, espulso dal PRI alla fine del 1963 in quanto non aveva votato la fiducia al primo governo di centro-sinistra, aveva appena dato vita al movimento denominato "Unione Democratica per la Nuova Repubblica" che propugnava la nascita di una repubblica presidenziale. Nella prospettiva di poter svolgere ancora un ruolo attivo nel giornalismo e nella politica lo porta a scrivere per il nuovo giornale La Folla, organo di quel progetto. Nel 1966 accetta di candidarsi in Parlamento per il movimento ma, alla vigilia del primo comizio, che avrebbe dovuto tenere a Roma in Piazza Santi Apostoli, viene colpito da un aneurisma fatale.
Massone, era stato iniziato nel 1915 nella Loggia "Rienzi" di Roma.

## Filmografia

### Sceneggiatore
- Figaro e la sua gran giornata, regia di Mario Camerini (1931)
- L'armata azzurra, regia di Gennaro Righelli (1932)
- L'ultima avventura, regia di Mario Camerini (1932)
- L'avvocato difensore, regia di Gero Zambuto (1934)
- Teresa Confalonieri, regia di Guido Brignone (1934)
- La cieca di Sorrento, regia di Nunzio Malasomma (1934)
- Lorenzino de' Medici, regia di Guido Brignone (1935)
- Porto, regia di Amleto Palermi (1935)
- Inventiamo l'amore, regia di Camillo Mastrocinque (1938)

- Cavalleria rusticana, regia di Amleto Palermi (1939)
- Follie del secolo, regia di Amleto Palermi (1939)
- Il fornaretto di Venezia, regia di Duilio Coletti (1939)
- La mia canzone al vento, regia di Guido Brignone (1939)
- Papà per una notte, regia di Mario Bonnard (1939)
- Il ponte dei sospiri, regia di Mario Bonnard (1940)
- Il signore della taverna, regia di Amleto Palermi (1940)
- Kean, regia di Guido Brignone (1940)
- Lucrezia Borgia, regia di Hans Hinrich (1940)
- Beatrice Cenci, regia di Guido Brignone (1941)
- Il re si diverte, regia di Mario Bonnard (1941)

- Il romanzo di un giovane povero, regia di Guido Brignone (1942)
- Arriviamo noi!, regia di Amleto Palermi (1942)
- La donna del peccato, regia di Harry Hasso (1942)
- La Gorgona, regia di Guido Brignone (1942)
- Maria Malibran, regia di Guido Brignone (1942)
- Miliardi, che follia!, regia di Guido Brignone (1942)
- Il campione, regia di Carlo Borghesio (1943)
- Silenzio, si gira!, regia di Carlo Campogalliani (1943)
- Lacrime di sangue, regia di Guido Brignone (1943)
- Resurrezione, regia di Flavio Calzavara (1944)
- La fornarina, regia di Enrico Guazzoni (1944)